# Sigave

Sigaves flagga.

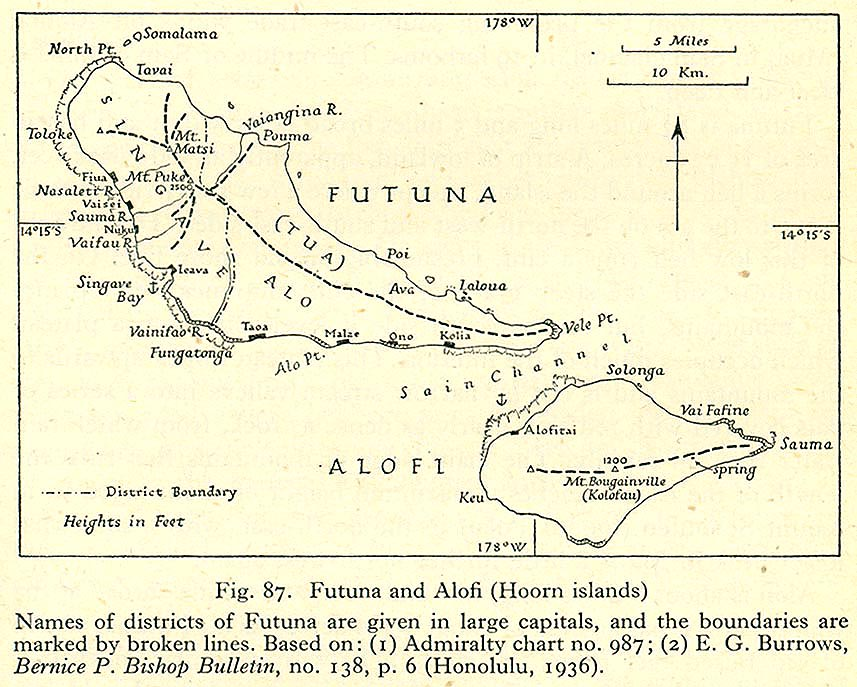
Karta över Sigave.

Sigave eller Singave (franska Royaume coutumiers de Sigave) är ett av de tre kungadömen (Royaume coutumiers) bland Wallis- och Futunaöarna i Stilla havet.

## Geografi
Sigave ligger på ön Futunas västra del och ligger ca 250 km sydväst om Wallisön.
Området har en area om ca 35 km² och ca 1.600 invånare, huvudorten heter Leava med ca 375 invånare. 
Övriga orter är Fiua (300 invånare), Nuku (260 invånare), Tavai (175 invånare), Toloke (250 invånare) och Vaisei (200 invånare).
Högsta höjden är den utslocknade vulkanen Mont Singavi med ca 765 m ö.h.

## Historia
Futunaön beboddes troligen av polynesier redan på 1000-talet f.Kr. och var del i det Tonganska imperiet.
Kungadömet Sigave grundades ca 1784 och monarken kallas Tui sigave (kung). Åren 1839 - 1841 ockuperades Sigave av grannriket Alo. 
Den 16 februari 1888 blev hela Futuna ett franskt protektorat efter att kungarna över Sigave och Tu'a undertecknade avtalet. Monarkerna kvarstår som lokala ledare än idag.
Den 5 mars 1888 skapades protektoratet Wallis et Futuna.